# Ronaldo Schwantes
Ronaldo Vadson Schwantes (Viamão, 1948 – Curitiba, 18 luglio 2013) è stato uno schermidore brasiliano.

## Biografia
Era il padre dello schermidore olimpico Athos Schwantes.

## Palmarès
In carriera ha conseguito i seguenti risultati:
- Giochi Panamericani:

Città del Messico 1975: bronzo nella spada a squadre.